# Psodopsis incommoda
Psodopsis incommoda là một loài bướm đêm trong họ Geometridae.